# Lochmaeocles pseudovestitus
Lochmaeocles pseudovestitus là một loài bọ cánh cứng trong họ Cerambycidae.